# 比利时的幽浮目击列表
这是一个发生于比利时声称是不明飞行物(unidentified flying object,UFO)的目击事件列表。

## 1989年-1990年
- 1989至1990年间一系列三角形不明飞行物被报告在比利时上空出现。它们被F-16战斗机追逐并被拍摄下来。他们被怀疑是利用比利时的高速公路作为飞行路径的F-117夜鹰战斗攻击机。

- 低空无声飞行的大型三角不明飞行物在瓦隆大区的Ans被大量目击到。北约雷达和前往拦截的战斗机都追踪到这些物体，比利时军队对此展开了调查。有摄影证据证明次事件。一例接触被报告。